# Dinotrema tauricum
Dinotrema tauricum är en stekelart som först beskrevs av Telenga 1935.  Dinotrema tauricum ingår i släktet Dinotrema och familjen bracksteklar. Inga underarter finns listade i Catalogue of Life.